# وزارة محمد محمود باشا الثانية
وزارة محمد محمود باشا الثانية هي الوزارة الثامنة والأربعون في مصر، صدر المرسوم الملكي بتشكيلها في 30 ديسمبر 1937.

## أعضاء الحكومة
| الوزارة               | الوزير                                               |
| --------------------- | ---------------------------------------------------- |
| رئيس مجلس الوزراء     | محمد محمود باشا                                      |
| وزير الداخلية         | محمد محمود باشا (إلى جانب منصبه رئيسًا لمجلس الوزراء) |
| وزير الخارجية         | عبد الفتاح يحيى باشا (وزير دولة)                     |
| وزير المالية          | إسماعيل صدقي باشا (وزير دولة)                        |
| وزير الحقانية         | أحمد خشبة باشا                                       |
| وزير الأشغال العمومية | حسين سري باشا                                        |
| وزير الحربية والبحرية | حسين رفقي باشا                                       |
| وزير الصحة العمومية   | محمد كامل البنداري بك                                |
| وزير المعارف العمومية | محمد بهي الدين بركات بك                              |
| وزير الأوقاف          | محمد حلمي عيسى باشا                                  |
| وزير الزراعة          | مراد وهبة باشا                                       |
| وزير المواصلات        | حسن صبري باشا                                        |
| وزير التجارة والصناعة | أحمد كامل بك                                         |
| وزير دولة             | عبد العزيز فهمي باشا                                 |
| وزير دولة             | أحمد لطفي السيد باشا                                 |
| وزير دولة             | محمد حافظ رمضان بك                                   |
| وزير دولة             | محمد حسين هيكل بك                                    |

## وصلات داخلية
- قائمة رؤساء مجلس وزراء مصر